# Phragmotelium burmanicum
Phragmotelium burmanicum är en svampart som beskrevs av Syd. 1921. Phragmotelium burmanicum ingår i släktet Phragmotelium, ordningen Pucciniales, klassen Pucciniomycetes, divisionen basidiesvampar och riket svampar.   Inga underarter finns listade i Catalogue of Life.